# كيفن لويشينج
كيفن لويشينج (بالإنجليزية: Kevin Lueshing)‏ مواليد 17 أبريل 1968، هو ملاكم محترف بريطاني سابق صنّف ضمن فئة وزن الوسط.

## إحصائيات
خاض خلال مسيرته 25 نزالا، فاز في 21 ولم يتعادل وخسر في 4. فاز بالضربة القاضية في 17 نزالا.

## روابط خارجية
- كيفن لويشينج على موقع بوكس ريك (الإنجليزية) (registration required)